# Gustav Gottenkieny
Gustav Gottenkieny (ur. 8 maja 1896 w Winterthur, zm. we wrześniu 1959 w Zurychu) – szwajcarski piłkarz grający na pozycji obrońcy. W swojej karierze rozegrał 14 meczów w reprezentacji Szwajcarii.

## Kariera piłkarska
Swoją karierę piłkarską Gottenkieny rozpoczął w klubie FC Winterthur. Zadebiutował w nim w sezonie 1909/1910. W latach 1915–1918 występował w FC Fribourg, a w latach 1918–1920 ponownie był zawodnikiem Winterthuru. W 1920 roku przeszedł do Grasshoppers Zurych. W sezonie 1925/1926 zdobył z nim Puchar Szwajcarii. W sezonie 1926/1927 wywalczył dublet (mistrzostwo oraz puchar kraju). Z kolei w sezonie 1927/1928, po którym zakończył karierę, ponownie zdobył szwajcarski puchar.

## Kariera reprezentacyjna
W reprezentacji Szwajcarii Gottenkieny zadebiutował 29 lutego 1920 w przegranym 0:2 towarzyskim meczu z Francją, rozegranym w Genewie. W 1924 roku był w kadrze Szwajcarii na Igrzyskach Olimpijskich w Paryżu. Zdobył na nich srebrny medal. Od 1920 do 1925 roku rozegrał w kadrze narodowej 14 meczów.